# Leopoldo Attilio Martino
Leopoldo Attilio Martino (Ceva, 9 settembre 1928 – Cuneo, 21 giugno 2019) è stato un politico italiano.

## Biografia
Esponente del Partito Comunista Italiano di Cuneo. Viene candidato al Senato alle elezioni del 1972, non risultando eletto, ma diventa senatore il 26 luglio 1973 dopo la morte di Pietro Secchia. Alle elezioni politiche del 1976 viene eletto alla Camera dei deputati, mentre dopo quelle del 1979 torna al Senato. Conclude il proprio mandato parlamentare nel 1983. 
Successivamente è consigliere comunale e assessore per il PCI a Ceva, fino al 1989. 
Muore all'età di 90 anni, il 21 giugno 2019.